# Episodi di Squadra Speciale Stoccarda (terza stagione)
La terza stagione della serie televisiva tedesca Squadra Speciale Stoccarda è stata trasmessa dal 15 settembre 2011 all'8 marzo 2012 su ZDF.
In Italia i primi due episodi sono stati trasmessi in prima visione assoluta a giugno 2014 su Rai 2, mentre i seguenti dal 1º agosto 2015 al 30 gennaio 2016.
| Nº | Titolo originale       | Titolo italiano           | Prima TV Germania | Prima TV Italia   |
| -- | ---------------------- | ------------------------- | ----------------- | ----------------- |
| 1  | Wer einmal lügt        | Chi mente una volta...    | 15 settembre 2011 | 14 giugno 2014    |
| 2  | Wer schön sein will    | La clinica della bellezza | 22 settembre 2011 | 21 giugno 2014    |
| 3  | Sprung ins Nichts      | Salto nel vuoto           | 29 settembre 2011 | 1º agosto 2015    |
| 4  | Sorgenkinder           | Ragazzi difficili         | 6 ottobre 2011    | 8 agosto 2015     |
| 5  | Damenwahl              | Compagni di ballo         | 13 ottobre 2011   | 15 agosto 2015    |
| 6  | Kennedys Tod           | Odio razziale             | 20 ottobre 2011   | 22 agosto 2015    |
| 7  | Ans Messer geliefert   | La vendetta               | 27 ottobre 2011   | 29 agosto 2015    |
| 8  | Brautschau             | In cerca di una sposa     | 3 novembre 2011   | 5 settembre 2015  |
| 9  | Lavendeltod            | Parole nell'ombra         | 10 novembre 2011  | 12 settembre 2015 |
| 10 | Tod im Bunker          | Morte nel bunker          | 17 novembre 2011  | 19 settembre 2015 |
| 11 | Club der Hexen         | Il club delle streghe     | 24 novembre 2011  | 26 settembre 2015 |
| 12 | Knock out              | Una storia segreta        | 8 dicembre 2011   | 3 ottobre 2015    |
| 13 | Man stirbt nur zweimal | Si muore solo due volte   | 15 dicembre 2011  | 10 ottobre 2015   |
| 14 | Probezeit              | La prova                  | 22 dicembre 2011  | 24 ottobre 2015   |
| 15 | Wombats Ende           | La fine di Wombat         | 29 dicembre 2011  | 31 ottobre 2015   |
| 16 | Gerechtigkeit          | Giustizia                 | 5 gennaio 2012    | 7 novembre 2015   |
| 17 | Tödliches Idyll        | Idillio mortale           | 12 gennaio 2012   | 21 novembre 2015  |
| 18 | Matchball              | Circolo del tennis        | 19 gennaio 2012   | 28 novembre 2015  |
| 19 | In Vino Veritas        | In vino veritas           | 26 gennaio 2012   | 5 dicembre 2015   |
| 20 | Ausgekocht             | Gara di cucina            | 2 febbraio 2012   | 12 dicembre 2015  |
| 21 | Kleine Kreuzfahrt      | Una breve crociera        | 9 febbraio 2012   | 19 dicembre 2015  |
| 22 | Schattenspiel          | Giochi torbidi            | 16 febbraio 2012  | 2 gennaio 2016    |
| 23 | Herbstzeitlose         | Erba velenosa             | 23 febbraio 2012  | 16 gennaio 2016   |
| 24 | Papakind               | Una figlia contesa        | 1º marzo 2012     | 23 gennaio 2016   |
| 25 | Koi Ahoi               | La carpa e le rane        | 8 marzo 2012      | 30 gennaio 2016   |

## Chi mente una volta...
- Titolo originale: Wer einmal lügt
- Diretto da:
- Scritto da:

## La clinica della bellezza
- Titolo originale: Wer schön sein will
- Diretto da:
- Scritto da:

## Salto nel vuoto
- Titolo originale: Sprung ins Nichts
- Diretto da:
- Scritto da: